# Setaria pampeana
Setaria pampeana là một loài thực vật có hoa trong họ Hòa thảo. Loài này được Parodi ex Nicora miêu tả khoa học đầu tiên năm 1968.